# Ричардсон, Джоэли
Джо́эли Ким Ри́чардсон (англ. Joely Kim Richardson; род. 9 января 1965[…], Марилебон, Лондон) — британская актриса.

## Биография
Ричардсон родилась 9 января 1965 года  в Лондоне в знаменитой театральной семье. Её мать — актриса Ванесса Редгрейв, а отец — режиссёр Тони Ричардсон, она внучка сэра Майкла Редгрейва и Рэйчел Кемпсон, леди Редгрейв. Джоэли Ричардсон также сестра актрисы Наташи Ричардсон, которая погибла на горнолыжном курорте в 2009 году. Впервые актриса появилась на экране в возрасте трёх лет в фильме «Атака легкой кавалерии», режиссёром которого был её отец. Образование она получила в Школе Тэчера в городе Охаи, Калифорния.
Джоэли хотела стать профессиональной теннисисткой и провела два года в теннисной академии во Флориде, но в 1985 году вновь появилась на экранах в роли юной версии персонажа, сыгранного её матерью в фильме «Уэтерби». После роли в фильме культового режиссёра Питера Гринуэя «Отсчёт утопленников», Джоэли сыграла главного персонажа в одном из эпизодов телесериала «Пуаро Агаты Кристи». В 1991 году она появилась в небольшой, но запоминающейся роли финской принцессы Анны в комедии «Король Ральф» с Джоном Гудменом, в 1992 году вместе с мужем сестры, актёром Лиамом Нисоном, Джоэли сыграла нацистку в фильме «Свет во тьме», а в 1993 — леди Чаттерлей в мини-сериале «Любовник леди Чаттерлей» с Шоном Бином.
В 1996 году актриса играет одну из главных ролей, дизайнера Аниту, в популярной диснеевской экранизации мультфильма «101 далматинец». В 2000 году появляется в главной роли в фильме Бена Элтона «Всё возможно, детка» с Хью Лори и играет сестру жены персонажа Мела Гибсона в фильме «Патриот».
В 2003 году Ричардсон получает роль Джулии МакНамара в «Частях тела», телесериале о двух пластических хирургах. Её мать, Ванесса Редгрейв, также появляется в нескольких эпизодах телесериала в роли матери Джулии. За эту роль Джоэли дважды номинировалась на премию «Золотой глобус» (2004, 2005) и дважды — на премию «Спутник» (2004, 2005).
В ноябре 2006 года Джоэли заявила о том, что покидает сериал, чтобы ухаживать за больной дочерью, но создатель сериала Райан Мёрфи специально написал альтернативный финал сезона на тот случай, если актриса вернётся. В 2007 году она действительно вернулась в сериал и появилась в 12 эпизодах из 13.
В 2007 году Ричардсон также сыграла мать в фильме «Последняя Мимзи Вселенной» вместе с Тимоти Хаттоном и Крисом О’Нилом.
В 2010 году появляется на экране в нашумевшем сериале «Тюдоры» в роли последней жены и возлюбленной английского короля Генриха VIII — Екатерины Парр.
С 1992 по 2001 год состояла в браке с продюсером Тимом Бивэном. В 1992 году у них родилась дочь Дейзи.

## Фильмография
- 2024 — Джентльмены / The Gentlemen  — леди Сабрина Хорниман
- 2023 — Маленький костяной домик / Little Bone Lodge  — Мама
- 2022 — Любовник леди Чаттерлей
- 2022 — Песочный человек / The Sandman — Этель Криппс
- 2019 — Ладья / The Rook — Линда Фариер
- 2018 — Письма Асперна[англ.] / The Aspern Papers — Мисс Тина
- 2018 — В темноте / In Darkness — Алекс
- 2018 — Красный воробей / Red Sparrow — Нина Егорова
- 2017 — Изумрудный город / Emerald City — Глинда
- 2016 — Сноуден / Snowden — Джанин Гибсон
- 2016 — Падшие / Fallen — Мисс София
- 2015 — Заражённая / Maggie — Кэролайн
- 2014 — Анатомия любви / Endless Love — Энн Баттерфилд
- 2014 — Академия вампиров / Vampire Academy —  королева Татьяна
- 2013 — Паганини: Скрипач Дьявола / The Devil’s Violinist — Этель Лэнгэм
- 2012 — Красные огни / Red Lights — Моника Хэндсен
- 2011 — Девушка с татуировкой дракона / The Girl with the Dragon Tattoo — Анита Вангер
- 2011 — Аноним / Anonymous — молодая королева Елизавета I
- 2010 — Тюдоры / The Tudors — Катарина Парр
- 2009 — День триффидов / The Day of the Triffids (телесериал) — Джо Плейтон
- 2007 — Рождественское чудо Джонатана Туми / The Christmas Miracle of Jonathan Toomey — Сьюзан МакДауэлл
- 2007 — / Freezing (телефильм) — Рэйчел
- 2007 — Последняя Мимзи Вселенной / The Last Mimzy (телефильм) — Джо Уалдер
- 2006 — Птичий грипп в Америке / Fatal Contact: Bird Flu in America (телефильм) — доктор Айрис Варнак
- 2005 — / Wallis & Edwar (телефильм) — Уоллис Симпсон
- 2005 — / Lies My Mother Told Me (телефильм) — Ларен Симс
- 2004 — Лихорадка / The Fever
- 2003—2010 — Части тела / Nip/Tuck (телесериал) — Джулия МакНамара
- 2003 — Падший ангел / Fallen Angel (телефильм) — Катерина Уэнтуорт
- 2003 — Эхо любви / Shoreditch — Бабочка
- 2001 — История с ожерельем / The Affair of the Necklace — Мария-Антуанетта
- 2000 — Патриот / The Patriot — Шарлотта Селтон (Мартин)
- 2000 — Всё возможно, детка / Maybe Baby — Люси Белл
- 2000 — Вернись ко мне / Return to Me — Элизабет Рюланд
- 1999 — / Toy Boys — Камилла
- 1998 — Эхо / The Echo (телефильм) — Аманда Пауэлл
- 1998 — / The Tribe — Эмили
- 1998 — / Under Heaven — Элеанор Данстон
- 1998 — / Wrestling with Alligators — Клэр
- 1997 — Сквозь горизонт / Event Horizon — лейтенант Старк
- 1996 — 101 далматинец / 101 Dalmatians — Анита
- 1996 — / Hollow Reed — Ханна Уайатт
- 1996 — Лох-Несс / Loch Ness — Лора
- 1995 — Анна Франк в воспоминаниях / Anne Frank Remembered (документальный фильм) — голос дневника
- 1994 — / Sister My Sister — Кристина
- 1994 — Я сделаю всё / I’ll Do Anything — Кэти Бреслоу
- 1993 — Любовник леди Чаттерлей / Lady Chatterley (мини-сериал) — леди Чаттерлей
- 1992 — / Rebecca’s Daughters — Рианнон
- 1992 — Свет во тьме / Shining Through — Маргрит фон Эберштейн
- 1991 — Король Ральф / King Ralph — принцесса Анна
- 1991 — Глава дома / Heading Home (телефильм) — Джанетта Уитлэнд
- 1989 — / A proposito di quella strana ragazza — Джиованна Серафин/Мария
- 1989 — Пуаро Агаты Кристи / Agatha Christie: Poirot (телесериал, эпизод «Сон») — Джоан Фарли
- 1989 — / Behaving Badly (телесериал) — Серафина
- 1988 — Отсчёт утопленников / Drowning by Numbers — Сисси Колпиттс № 3
- 1988 — / The Storyteller (телесериал, эпизод «Три ворона») — принцесса
- 1987 — / Kin of the Castle (телефильм) — Памела
- 1987 — / Body Contact — Доминика
- 1985 — Уэтерби / Wetherby — Джин Траверс в детстве
- 1984 — Отель Нью-Хэмпшир / The Hotel New Hampshire — горничная
- 1968 — Атака лёгкой кавалерии / The Charge of the Light Brigade (не указана в титрах)